# Dorycephalus hunnorum
Dorycephalus hunnorum är en insektsart som beskrevs av Alexander Fyodorovich Emeljanov 1964. Dorycephalus hunnorum ingår i släktet Dorycephalus och familjen dvärgstritar. Inga underarter finns listade i Catalogue of Life.